# Chamaepetes unicolor
La pava negra (Chamaepetes unicolor) es una especie de ave galliforme de la familia Cracidae nativa de la cordillera de Talamanca. No se conocen subespecies.

## Características
Mide entre 62 y 69 cm de longitud. El plumaje es negro, brillante en el dorso y opaco en el vientre. La cara desnuda y la base del pico son azules y brillantes, el iris y las patas son rojos.

## Historia natural
Vive en bosques de montaña hasta los 1000 m s. n. m. Se alimenta de frutos de palmas y lauráceas. Anida en la parte alta de los árboles y la hembra pone dos huevos entre febrero y junio.